# Aspilota bucculatricis
Aspilota bucculatricis är en stekelart som beskrevs av Fischer 1969. Aspilota bucculatricis ingår i släktet Aspilota och familjen bracksteklar. Inga underarter finns listade.